# بروس لي روتشيلد
بروس لي روتشيلد (بالإنجليزية: Bruce Lee Rothschild)‏ هو أستاذ جامعي ورياضياتي أمريكي، ولد في 26 أغسطس 1941 في لوس أنجلوس في الولايات المتحدة.